# Microdaceton tibialis
Microdaceton tibialis är en myrart som beskrevs av Weber 1952. Microdaceton tibialis ingår i släktet Microdaceton och familjen myror. Inga underarter finns listade i Catalogue of Life.

## Bildgalleri

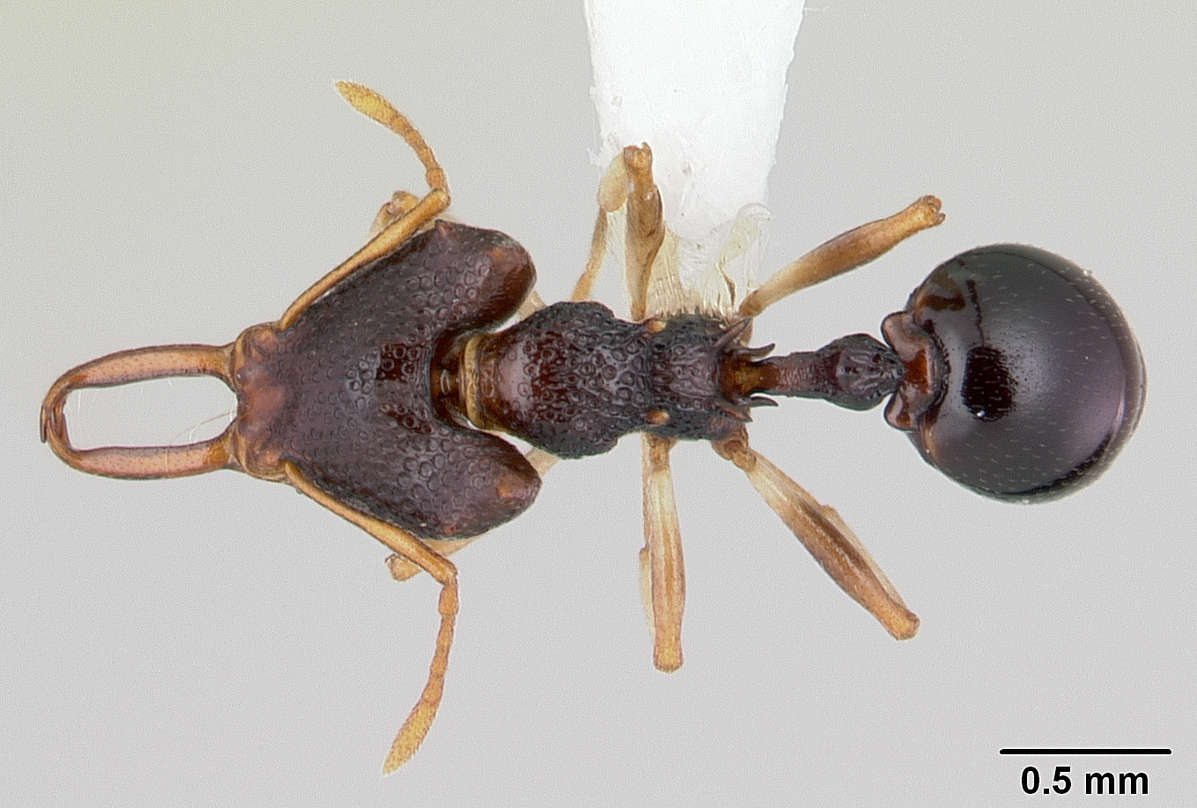